# Chaetophiloscia leucadia
Chaetophiloscia leucadia is een pissebed uit de familie Philosciidae. De wetenschappelijke naam van de soort is voor het eerst geldig gepubliceerd in 1937 door Strouhal.